# Mariano V d'Arborée
Mariano V d'Arborée  (né en 1378 ou 1379 – mort en 1407) est Juge du Judicat d'Arborée de 1387 jusqu'à sa mort. On le nomme également Mariano V Doria, sa lignée qui règne sur le Judicat d'Arborée est en effet parfois  considérée comme la dynastie de  Doria-Bas.

## Biographie
Mariano nait à  Castel Genovese, actuellement Castelsardo en  1378/1379 il est le fils d'Éléonore d'Arborée et Brancaleone Doria, un noble appartenant à la célèbre dynastie  génoise des Doria. Après le meurtre de son oncle Ugone III d'Arborée et de sa fille Benedetta, Mariano et son frère ainé Federico Doria sont reconnus par le Doge de Gènes comme héritiers légitimes du Judicat d'Arborée, sous la régence de leur mère Éléonore. Entretemps leur père, Brancaleone, qui se trouvait à la cour du roi d'Aragon est arrêté par le roi Pierre le Cérémonieux qui se proclame « Roi de Sardaigne », Brancaleone est emprisonné à Cagliari, rejoint peu après par son fils ainé Federigo.
En 1387 son frère Federigo, meurt dans sa prison et Mariano reste l'unique héritier, pendant que sa mère continue sa lutte contre la couronne d'Aragon. Le 24 janvier 1388 Éléonore d'Arborée réussit à conclure un traité de paix avec ses ennemis qui reconnaissent Mariano V comme souverain et libèrent Brancaleone Doria.
En 1391 Mariano V accompagne son père lors de occupation de Sassari et d'Osilo et  Mariano V est âgé de 14 ans lorsque sa mère en 1392 promulgue la Carta de Logu qui le déclare majeur. Son premier acte est de réaffirmer rapidement les pactes conclus avec l'Aragon, mais le pouvoir demeure en réalité pratiquement entre les mains de son père Brancaleone († 1409) et de sa mère Éléonore, qui meurt en 1404. Mariano V meurt de la peste quelque temps après elle en 1407, sans laisser d'héritier direct et ouvrant ainsi une crise de succession, qui se termine à l'avantage de Guillaume II de Narbonne, petit-fils de sa tante Béatrice.

## Sources
- (it) Cet article est partiellement ou en totalité issu de l’article de Wikipédia en italien intitulé « Mariano V di Arborea » (voir la liste des auteurs), édition du 19 mars 2014.
- (it) A. Boscolo, La Sardegna dei Giudicati, Cagliari, della Torre, 1979.
- (en) Site de I. Mladjov Medieval Sardinia (Sardegna).